# Morone
Morone is een geslacht van straalvinnige vissen uit de familie van de moronen (Moronidae).

## Soorten
- Morone americana (Gmelin, 1789) – Amerikaanse zeebaars
- Morone chrysops (Rafinesque, 1820) – Witte baars
- Morone mississippiensis (Jordan & Eigenmann in Eigenmann, 1887)
- Morone saxatilis (Walbaum, 1792) – Gestreepte zeebaars